# Leffonds
Leffonds és un municipi francès situat al departament de l'Alt Marne i a la regió del Gran Est. L'any 2007 tenia 322 habitants.

## Demografia

### Població
El 2007 la població de fet de Leffonds era de 322 persones. Hi havia 120 famílies de les quals 34 eren unipersonals (21 homes vivint sols i 13 dones vivint soles), 30 parelles sense fills, 47 parelles amb fills i 9 famílies monoparentals amb fills.
La població ha evolucionat segons el següent gràfic:
Habitants censats

### Habitatges
El 2007 hi havia 158 habitatges, 129 eren l'habitatge principal de la família, 14 eren segones residències i 15 estaven desocupats. 152 eren cases i 4 eren apartaments. Dels 129 habitatges principals, 102 estaven ocupats pels seus propietaris, 21 estaven llogats i ocupats pels llogaters i 5 estaven cedits a títol gratuït; 3 tenien dues cambres, 9 en tenien tres, 32 en tenien quatre i 85 en tenien cinc o més. 95 habitatges disposaven pel capbaix d'una plaça de pàrquing. A 49 habitatges hi havia un automòbil i a 65 n'hi havia dos o més.

### Piràmide de població
La piràmide de població per edats i sexe el 2009 era:
| Homes | Edats   | Dones |
| ----- | ------- | ----- |
| 4     | 95 o +  | 0     |
| 0     | 90 a 94 | 0     |
| 0     | 85 a 89 | 0     |
| 4     | 80 a 84 | 0     |
| 16    | 75 a 79 | 8     |
| 0     | 70 a 74 | 12    |
| 8     | 65 a 69 | 8     |
| 4     | 60 a 64 | 8     |
| 8     | 55 a 59 | 12    |
| 8     | 50 a 54 | 8     |
| 16    | 45 a 49 | 12    |
| 8     | 40 a 44 | 12    |
| 8     | 35 a 39 | 0     |
| 12    | 30 a 34 | 16    |
| 20    | 25 a 29 | 12    |
| 8     | 20 a 24 | 4     |
| 4     | 15 a 19 | 12    |
| 8     | 10 a 14 | 4     |
| 20    | 5 a 9   | 8     |
| 12    | 0 a 4   | 8     |

## Economia
El 2007 la població en edat de treballar era de 213 persones, 159 eren actives i 54 eren inactives. De les 159 persones actives 148 estaven ocupades (81 homes i 67 dones) i 11 estaven aturades (2 homes i 9 dones). De les 54 persones inactives 19 estaven jubilades, 19 estaven estudiant i 16 estaven classificades com a «altres inactius».

### Ingressos
El 2009 a Leffonds hi havia 134 unitats fiscals que integraven 331 persones, la mediana anual d'ingressos fiscals per persona era de 17.639 €.

### Activitats econòmiques
Dels 8 establiments que hi havia el 2007, 1 era d'una empresa extractiva, 6 d'empreses de construcció i 1 d'una entitat de l'administració pública.
Dels 5 establiments de servei als particulars que hi havia el 2009, 4 eren fusteries i 1 empresa de construcció.
L'any 2000 a Leffonds hi havia 18 explotacions agrícoles.

## Equipaments sanitaris i escolars
El 2009 hi havia una escola elemental integrada dins d'un grup escolar amb les comunes properes formant una escola dispersa.

## Poblacions més properes
El següent diagrama mostra les poblacions més properes.